# Monasterio de Santa María (Carrizo de la Ribera)
El monasterio de Santa María de Carrizo es un monasterio de monjas cistercienses (de Estricta Observancia, o trapenses), situado en Carrizo de la Ribera, León (España). Fue catalogado como Monumento Nacional en 1974 y comprende las cercas que lo rodean, el arco de entrada, el monasterio y su clausura y la iglesia monacal. A 1 de enero de 2016, hay 19 monjas (dos de ellas están ausentes) y una novicia. Depende de la Abadía Cisterciense de Santa María de Viaceli, su casa madre.

## Historia

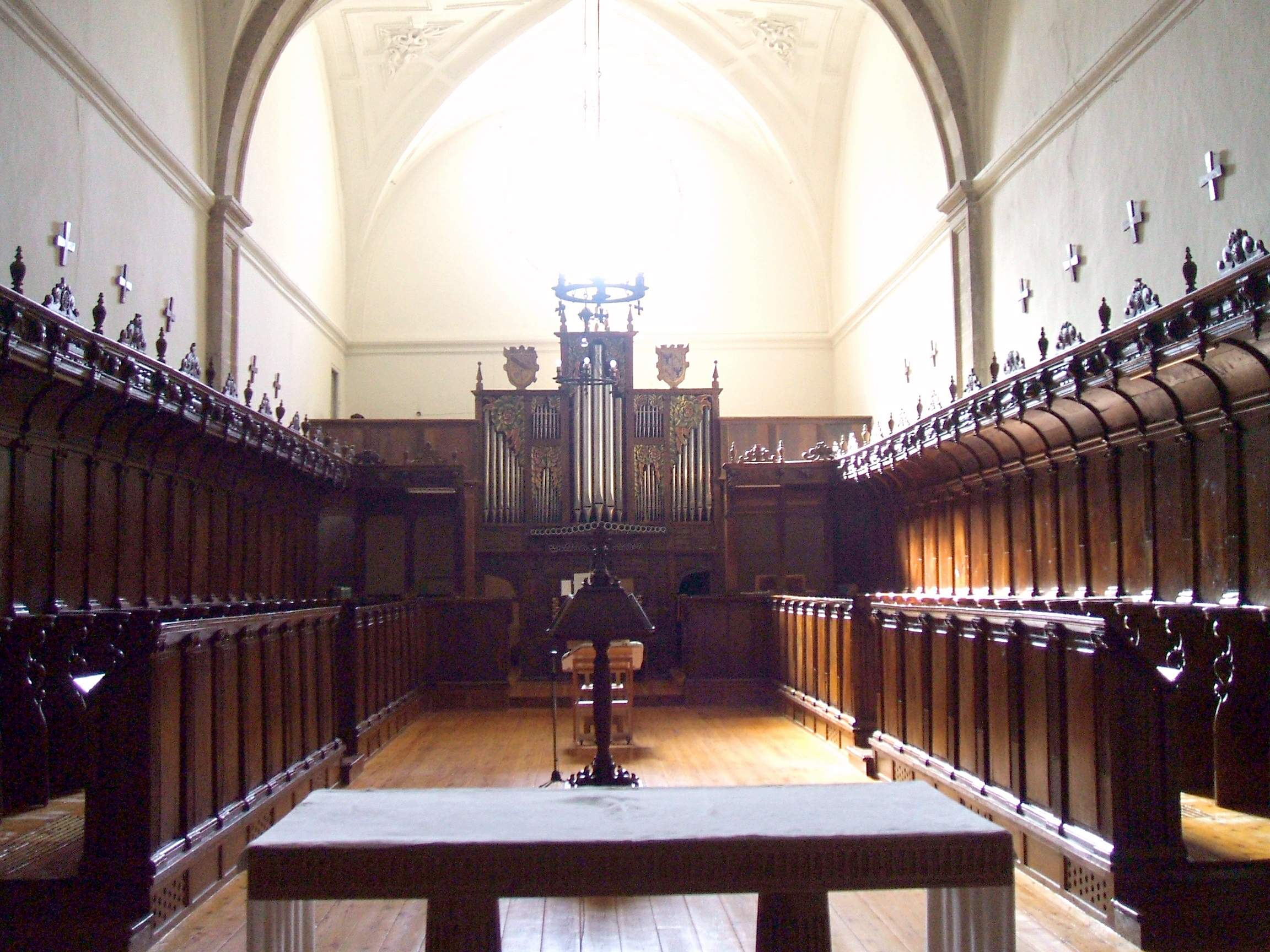
Coro y capítulo de las monjas

El monasterio de Carrizo fue fundado y construido en su lugar actual en 1176 por la condesa Estefanía Ramírez, viuda del conde Ponce de Minerva. El 10 de septiembre de ese año donó, por el alma de su difunto marido, a la orden cisterciense los lugares de Carrizo, San Pedro del Páramo, Grulleros, Argavallones, las heredades que poseía en Astorga, Riegos (Villaviciosa de la Ribera) y Tapia para la dotación y fundación del monasterio. La condesa se retiró al monasterio dirigiendo la primera comunidad sin el título de abadesa ya que no llegó a tomar los hábitos. Al morir en 1183, la sucedió su hija, que era religiosa de la comunidad y fue la primera abadesa hasta su muerte que habría ocurrido antes de 1194 cuando ya aparece como abadesa Teresa Ramírez.
En este enclave y en torno al monasterio se fue conformando el lugar de Carrizo, en un principio con gentes que venían de El Villar de las Ollas, un antiguo despoblado del que no queda nada más que la ermita de la Virgen del Villar.
A lo largo de cuatro siglos esta primitiva comunidad cisterciense floreció bajo la dirección de 26 abadesas, cada una de las cuales ocupó el cargo hasta su fallecimiento. A partir de 1616 hubo unos 250 años en los que las abadesas eran elegidas por un máximo de tres años.
Durante el tumultuoso periodo que va de la Revolución de 1868 hasta 1871, (inicio del Reinado de Amadeo I de España), la comunidad, formada por nueve hermanas, fue obligada a exclaustrarse por el gobierno, la primera y única vez en 800 años en que los claustros de Carrizo no estaban físicamente ocupados por una comunidad monástica. Las hermanas se refugiaron en el cercano monasterio premostratense de Villoria, a 20 km de distancia. El 15 de mayo de 1871, las monjas dirigidas por la abadesa Dolores Franco regresaron a Carrizo. Desde entonces y hasta 1915 estuvo gobernada por superioras. Durante esos 45 años, las monjas cistercienses del Monasterio de San Miguel de las Dueñas ofrecieron generosamente dos de sus monjas para reforzar la comunidad de Carrizo, que volvió a recuperar el esplendor de antaño. Desde 1915 volvió a estar dirigida por abadesas.
Durante el mandato de 30 años de la abadesa María del Tránsito Pérez (1929-1959), movida por el 800 aniversario de la muerte de San Bernardo en 1954, la comunidad votó de forma unánime dejar de seguir la Constitución de Las Huelgas y adoptar la de la Estricta Observancia. Carrizo se incorporó canónicamente a la Orden el 3 de julio de 1955.

## Conjunto monástico

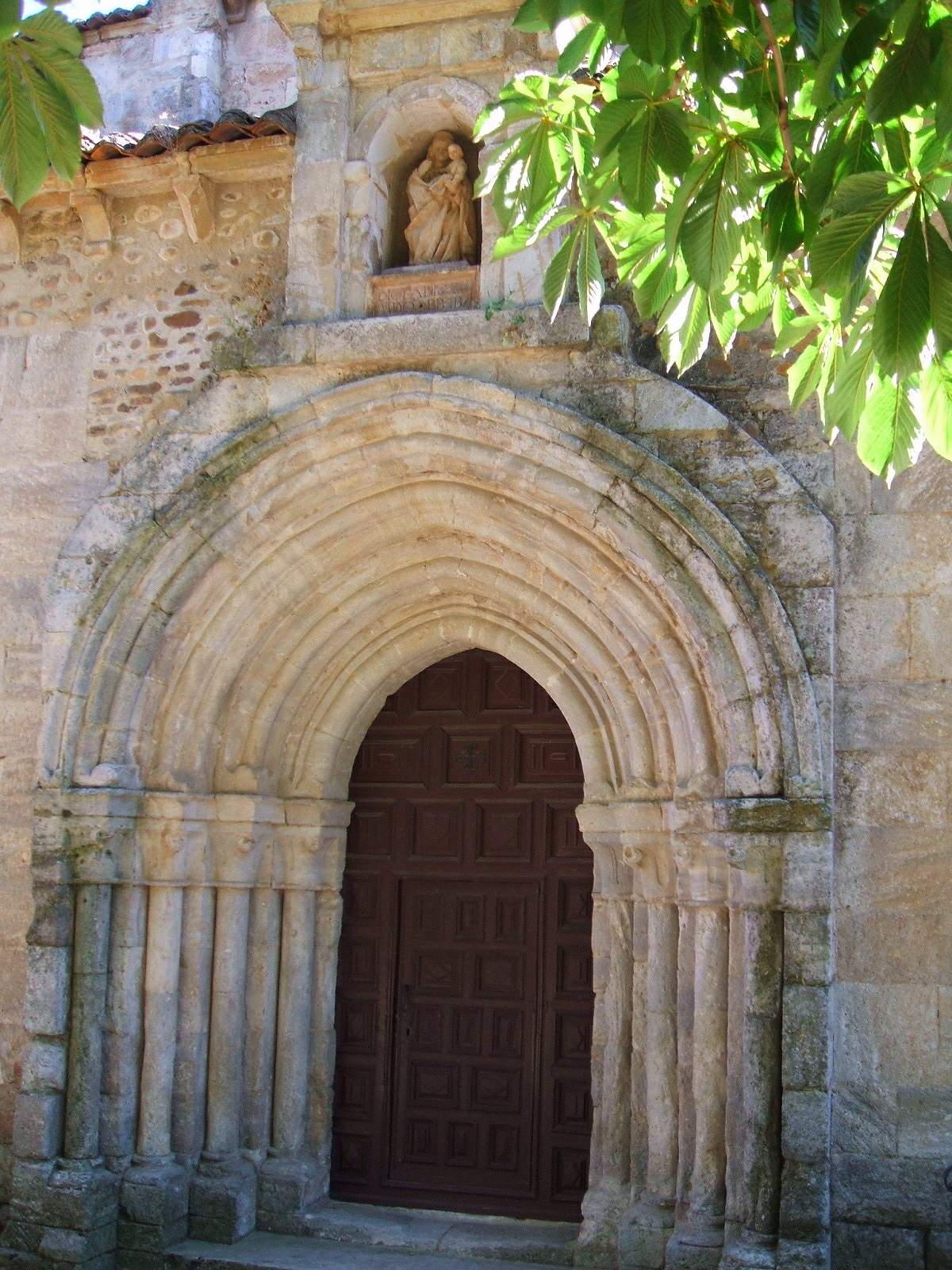
Portada en el muro norte

Entre las modificaciones llevadas a cabo en los siglos XVI y XVII y el gran incendio que tuvo lugar en 1947, el conjunto monástico ofrece muy poco de su origen románico. En el exterior de la iglesia se conservan los ábsides semicirculares, el central de mayor tamaño. También tres puertas de acceso, una de finales del siglo XIII abierta en la nave sur con acceso a la nave central a la altura del coro; otra que da salida al claustro desde la nave sur y una tercera en el muro norte que corresponde al acceso a la iglesia desde el exterior y está practicable. Esta portada tiene un arco apuntado y consta de cuatro arquivoltas que descansan sobre sus respectivas columnas acodilladas, con basas de toro que a su vez se apoyan en plintos prismáticos. Los capiteles tienen adornos muy simples vegetales.
Sobre la iglesia se levantó una espadaña muy sencilla que se eleva sobre la nave de la Epístola. Tiene dos huecos para campanas. Junto a la espadaña hay una galería con celosías de madera y en ella se encuentra la campana que la comunidad utiliza para la llamada de oración.
El claustro conserva la sala capitular, de planta cuadrada que ostenta un buen artesonado mudéjar decorado con mocárabes y esgrafiados renacentistas distribuidos en dos grandes frisos. En la panda occidental está el archivo con restos de pintura mural del siglo XV.
El conjunto está rodeado por una cerca de cal y canto del siglo XVII. Tuvo una portería, hospital y cárcel.

### Iglesia
La Iglesia está dedicada a Santa María. Destaca por su portada románica del siglo XII. La cabecera de la iglesia está dentro de las tipologías benedictinas: tres ábsides semicirculares escalonados. Estos se cubren con bóvedas de horno, reforzadas con cuatro nervios que en los laterales han desaparecido; el tramo recto del central con bóveda de cañón y de crucería simple los laterales. Se proyectó un templo de tres naves con transepto, no acusado en planta, pero la obra no llegó a terminarse. En 1272 se modificó la traza, renunciando a las tres naves. Solo se edificó la central para coro de las religiosas, quedando la sur dentro de la clausura y la norte con ámbito independiente.
En el interior, al otro lado de la reja de clausura, como elementos destacables: la sillería del coro en madera de nogal del siglo XVI, un órgano, realizado por Asúa de 1741; a uno y otro lado de la nave hay dos sarcófagos hechos en piedra arenisca, de ejecución tosca, erigidos sobre zócalo con leones.

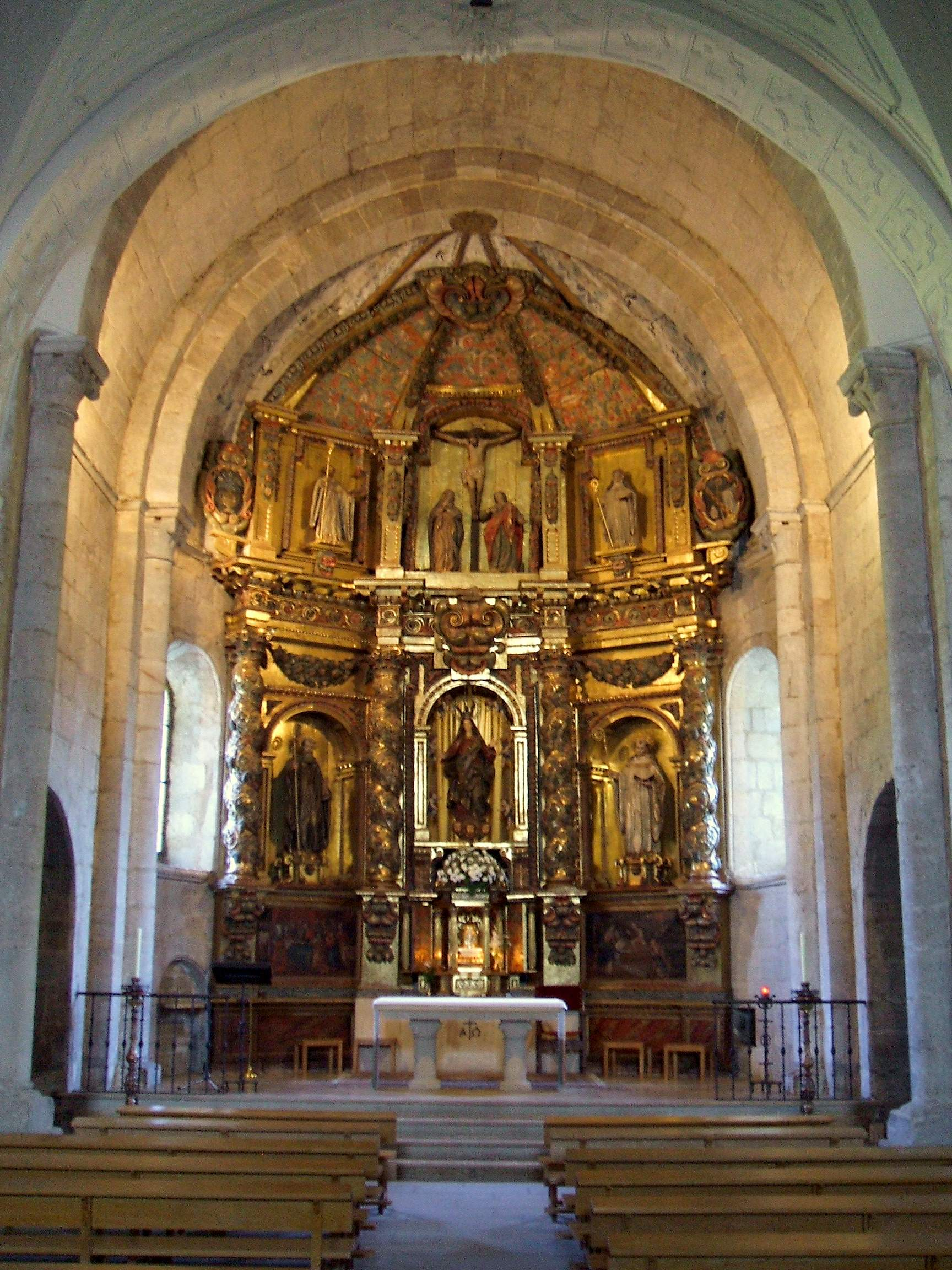
Aspecto del retablo mayor barroco de la iglesia

### Obras de arte
La historia coloca en este lugar dos elementos claves: el Cristo de Carrizo, en marfil del siglo XI, que actualmente se encuentra en el Museo de León; y el Arcón de Carrizo, en madera policromada del siglo XII, que se conserva en el Museo de la Catedral de Astorga. Es una pieza de 1,6 m de largo decorada con escenas de la vida de Cristo, y es probable que se usara para guardar objetos litúrgicos. Su parte frontal muestra un Pantocrátor, casi desaparecido, entre un apostolado. 
También, destaca la puerta mudéjar que en la actualidad se puede visitar en el Museo Frederic Marés de Barcelona. Es una doble hoja de batientes con una decoración que forma una retícula geométrica, característica de la carpintería mudéjar de lo blanco aunque esta puerta estuvo policromada en algún momento y aun conserva restos de pintura. Data del siglo XIII.
Una tercera pieza de gran calidad es la Virgen románica —o theotokos— del Villar, de finales del siglo XII, procedente del pueblo desaparecido de Villar de las Ollas, lugar de origen romano, al que los lugareños suelen peregrinar una vez al año el tercer día de la Pascua de Pentecostés, en cumplimiento de ancestrales costumbres. Es de madera policromada y dorada y le faltan los brazos; se encuentra en la clausura del monasterio.
Se muestra también en la iglesia un cristo gótico del siglo XIII. Ya en la parte pública, son de interés el retablo barroco atribuido a José Mayo de 1676 y, en una de las naves laterales, los sepulcros de los Marqueses de Santa María de Carrizo con su escudo de armas tallado en piedra.

Obras descritas
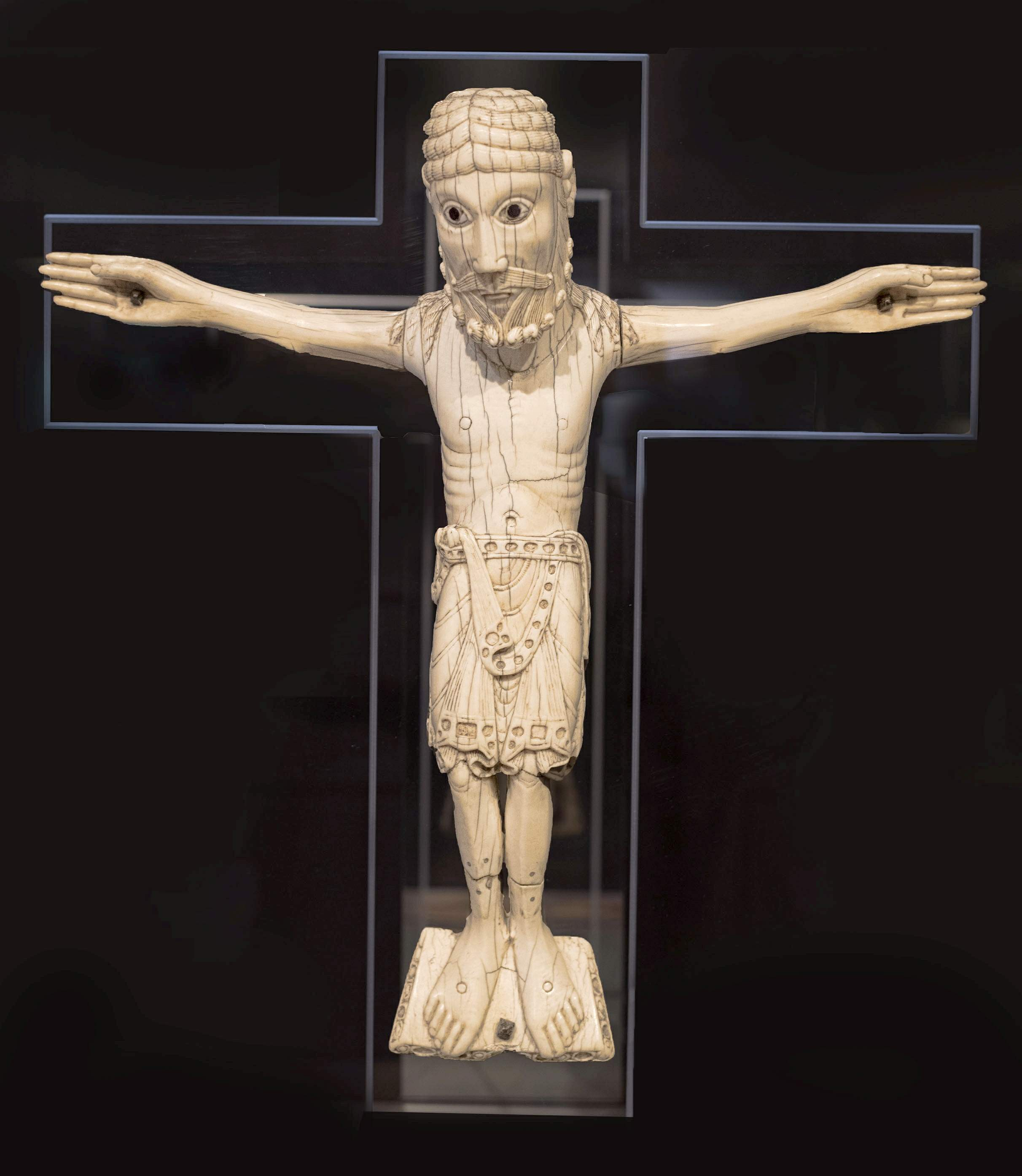
Cristo de Carrizo en el museo de León
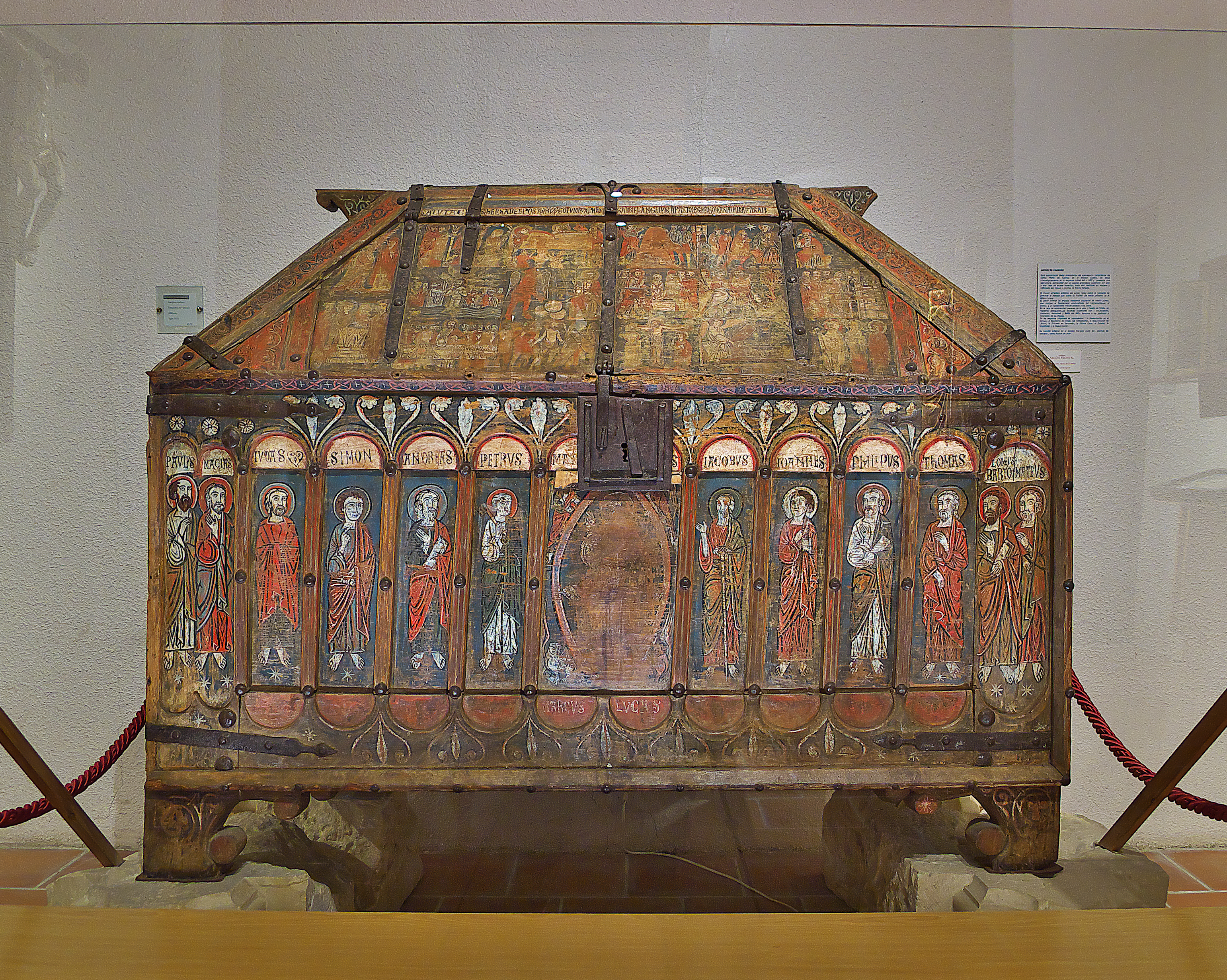
Arcón policromado
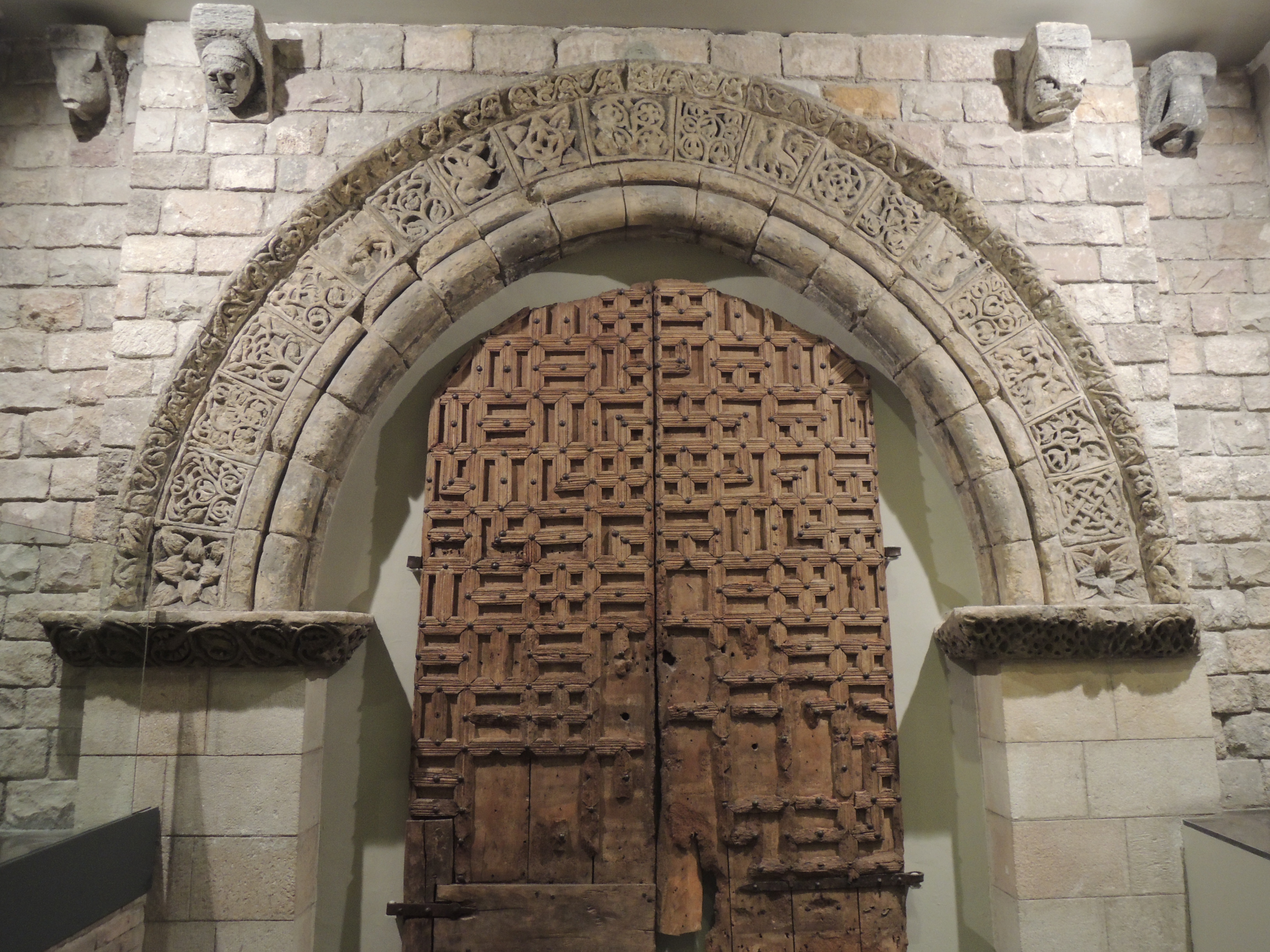
Puerta mudéjar en el Museo Frederic Marès

## Productos
Las monjas elaboran los siguientes productos con tal de sostener económicamente el monasterio: miel, panales, galletas, dulces, telas y bordados.